# Île Ronde (Maurice)
Pour les articles homonymes, voir Île Ronde.
L'île Ronde est un îlot inhabité situé à quelques dizaines de kilomètres au nord de l'île Maurice et dépendant de la république de Maurice. L'endémisme y est très fort, et elle est classée en réserve naturelle.

## Géographie

### Géographie physique
Lorsque le 15 mars 1801 l'île fut approchée par l'expédition Baudin, le Français Jean-Baptiste Bory de Saint-Vincent la décrivit depuis le Naturaliste où il était installé en affirmant que celle-ci est « un cône élevé d'environ trente toises au-dessus du niveau de la mer ; elle paraît aride et presque inabordable ; toutes ses rives, sur lesquelles écument les vagues, sont âpres ou escarpées ». Il en fit un dessin.

### Faune et flore

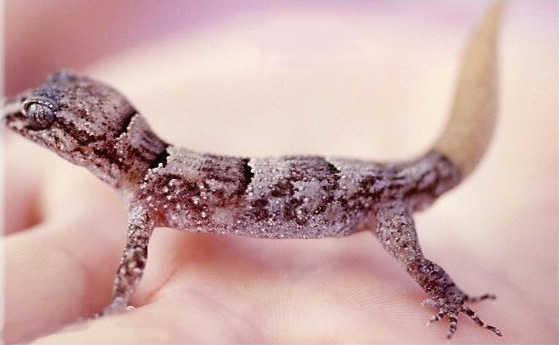
Nactus serpensinsula.

On note la présence sur cet îlot de l'ipéca du pays, par ailleurs rare dans le reste du pays, dont il est endémique. C'est en outre le seul endroit du monde où l'on puisse trouver les serpents de la famille des bolyériidés, le boa de l'île Ronde de Schlegel (Casarea dussumieri) et le boa de l'île Ronde de Dussumier (Bolyeria multocarinata).
On y trouve également deux geckos diurnes endémiques : le phelsume de Günther (Phelsuma guentheri) et le gecko de l'Ile aux Serpents (Nactus serpensinsula), plus un autre gecko commun à toute l'île Maurice : le phelsume orné (Phelsuma ornata). Un gros scinque endémique est également présent : le scinque de Telfair (Leiolopisma telfairi), dont le zoo de Jersey essaie d'assurer la préservation par l'élevage. Une sous-espèce d'un escargot du genre Tropidophora (Tropidophora fimbriata haemostoma (Anton, 1839)) y a été retrouvée en 1986.